# Ерол Гарнър
Ерол Луис Гарнър (Erroll Louis Garner) е американски джаз пианист и композитор, известен със своето суинг свирене и балади.
Най-известната му композиция е баладата Misty, която се превръща в джаз стандарт. Критикът от онлайн изданието Олмюзик Скот Яноу го нарича „един от най-отличителните от всички пианисти“ и „брилянтен виртуоз“.

## Биография
Роден е в Питсбърг, щата Пенсилвания, в американско семейство от африкански произход. Ерол започва да свири на пиано на тригодишна възраст. Учи в гимназията „Джордж Уестингхаус“, която завършват колегите му пианисти Били Стрейхорн и Ахмад Джамал. Гарнър е самоук и през целия си живот остава „пианист по слух“ – той никога не се научава да разчита ноти. На 7-годишна възраст Гарнър започва да се появява по радиостанция КДКА в Питсбърг с група, наречена „Кенди Кидс“ ('Сладките деца'). Преди да навърши 11, той вече свири по фериботите в река Алегени. На 14 години той отива при местния саксофонист Лирой Браун.